# Serica maculosa
Serica maculosa är en skalbaggsart som beskrevs av Moser 1915. Serica maculosa ingår i släktet Serica och familjen Melolonthidae. Inga underarter finns listade i Catalogue of Life.